# Adoracja Dzieciątka przez Trzech Króli
Adoracja Dzieciątka przez Trzech Króli – obraz znany też jako Adoracja Dzieciątka, dzieło anonimowego artysty pochodzącego z Wiednia, znanego w historiografii jako Mistrz Adoracji z Wiednia, aktywnego około 1410 r. Obraz ten ukazuje scenę adoracji przez Trzech Króli Dzieciątka leżącego na kolanach Marii, ponadto dzieło jest przykładem średniowiecznego studium przyrody. Od strony stylistycznej łączone jest ze stylem pięknym, który stanowi w sztukach plastycznych przełom pomiędzy dojrzałym a późnym gotykiem. Obraz prezentowany jest w Muzeum Sztuk Pięknych w Budapeszcie.
Bohaterami obrazu są siedząca na skale Maria z Dzieciątkiem Jezus oraz ukazani po lewej stronie trzej królowie, składający Dzieciątku dary – mirrę, kadzidło i złoto. Wszyscy oprócz Chrystusa, który jest owinięty do pasa w pieluszki, odziani są w długie, miękko fałdowane suknie; czerwona suknia Marii jest niemal w całości zakryta w błękitny płaszcz z welonem okrywającym głowę Matki Bożej. Dwóch starszych monarchów w czerwonych płaszczach ma twarze o niemalże identycznych cechach fizjonomicznych, podobny układ włosów i bród. Najmłodszy monarcha, o niemalże kobiecych rysach twarzy, głowę ma nakrytą koroną z motywem stylizowanej lilii. Zza skał wyłania się postać pasterza, który ze zdumieniem przygląda się wydarzeniu.
Na jednolitym złotym tle znajduje się skalisty krajobraz, który stanowi swego rodzaju scenerię dla Adoracji Dzieciątka. Krajobraz ten jest usiany trawą i nadnaturalnej wielkości kwiatami. Sceneria ta jest w znacznym stopniu przestrzeni, tworzy swego rodzaju parawan oddzielający od tła. Z drobiazgową dokładnością twórca namalował rośliny, które w identyczny sposób zamieścił w różnych partiach krajobrazu. Rośliny te cechuje naturalny realizm, drobiazgowe potraktowanie szczegółów; niewątpliwie artysta malował je na bazie studium z natury.
Artysta konsekwentnie operuje cechami stylistycznymi dla przełomu XIV i XV stulecia, zwłaszcza w formie które traktuje jednolicie miękko, aczkolwiek dąży do realizmu, co jest jednak czytelne tylko w studium roślin. Jednakże powierzchnie twarde (skały) i metalowe (korony i dary królewskie) uzyskały własną materię wyłącznie za pomocą silnych linearnych konturów.
Cechą która nadaje dziełu unikatowy charakter jest przestrzeń, w którą wpisana jest scena. Nie ma w tym obrazie - jak w większości przedstawień Pokłonu Trzech Króli - motywu betlejemskiej szopki, artysta zrezygnował z zastosowania form architektonicznych przenosząc bożonarodzeniowy wątek na łono natury.
Niewiadome są okoliczności powstania tego dzieła. Z uwagi na jego niewielkie rozmiary badacze przypuszczają, że obraz przeznaczony był do domowego ołtarza i służył do prywatnej modlitwy. Autorem dzieła jest malarz austriacki, działający w Wiedniu, znający niewątpliwie malarstwo czeskie z dziełami Mistrza z Trzeboni na czele.